# Elisabeta Ticuță
Elisabeta Ticuță (n. 2 februarie 1944, Mușătești, România) este o interpretă de folclor din zona Argeșului.

## Biografie
Născută la 1 februarie 1944, în satul Mușătești din județul Argeș, Elisabeta Ticuță a debutat la 15 ani, când a câștigat Premiul I la „Festivalul coral sătesc” de la Domnești. Este absolventă a Școlii Populare de Arte Pitești.
La vârsta de 19 ani a obținut Premiul I la Festivalul Internațional de Folclor de la Cairo. A cântat la Uniunea Generală a Sindicatelor București, apoi la Rapsodia Română.
A fost solistă a ansamblurilor „Doina Argeșului” din Pitești (1962-1967) și „Rapsodia Română” din București (1967-1970).
În anul 1999 a participat la concertul aniversar al interpretei Ileana Constantinescu de la Sala Mihail Jora - Societatea Română de Radiodifuziune din București, alături de alți interpreți români de muzică populară precum Angela Moldovan, Viorica Flintașu, Angela Buciu, Mioara Pitulice, Ștefania Stere, Georgeta Anghel.
A susținut concerte în Austria, Germania, Țările de Jos, Polonia.

## Repertoriu
- Argeșule, apa ta (1970)
- Neică, inimă de piatră (1972)
- Între Argeș și Domnești (1975)

De asemenea, artista interpretează și pricesne.